# William Balck
Konrad Friedrich August Henry William Balck (né 19 octobre 1858 à Osnabrück et mort le 15 juillet 1924 à Aurich) est un lieutenant général prussien pendant la Première Guerre mondiale.

## Biographie

### Origine
William est le fils du lieutenant-colonel britannique Georg et de sa femme Charlotte née Lütgen, une fille du général de division hanovrien Conrad Friedrich Lütgen (1790-1854) et de sa femme Dorothee Charlotte Lackemann.

### Carrière militaire
Après le lycée, il entre à la maison des cadets de Plön (de) et s'installe à Berlin un an plus tard. Le 15 avril 1876, il est affecté comme enseigne au 78e régiment d'infanterie de l'armée prussienne à Osnabrück. Balck y est promu sous-lieutenant à la mi-octobre 1877 et travaille comme adjudant de bataillon à partir de mars 1886. Après sa promotion au grade de premier lieutenant, il étudie à l'Académie de guerre de Berlin du 1er octobre 1889 au 15 février 1892. Ensuite, Balck est promu capitaine et affecté au poste de commandant de compagnie dans son régiment d'origine. Un an et demi plus tard, il devient professeur à l'école de guerre de Dantzig, puis à l'école de guerre d'Engers du 14 juillet 1895 au 30 juin 1898. Balck est ensuite commandant de compagnie dans le 56e régiment d'infanterie à Wesel et est affecté au Grand État-Major général le 13 septembre 1899. Il y est promu major le 22 juillet 1900. Du 18 août 1901 au 11 septembre 1903, Balck est simultanément membre de la commission d'études pour les écoles de guerre. Le 20 juillet 1904, Balck retourne au service des troupes et est nommé commandant du 3e bataillon du 19e régiment d'infanterie (de) à Görlitz. Le 16 octobre 1906, il est transféré à l'état-major du 46e régiment d'infanterie à Posen et est promu le 27 janvier 1907 lieutenant-colonel et le 27 janvier 1910 colonel. En tant que tel, Balck commande à partir du 1er avril 1910 le 61e régiment d'infanterie à Thorn. Le 22 mars 1913, Balck est nommé commandant de la 82e brigade d'infanterie de Colmar et simultanément promu général de division le 18 avril 1913. Il est ensuite affecté au poste d'inspecteur de la télégraphie de campagne à partir du 9 mai 1914.
Avec le déclenchement de la Première Guerre mondiale, Balck sert comme chef de la télégraphie de terrain au Grand Quartier général. Le 7 décembre 1914, Balck reçut à nouveau un commandement de campagne et est nommé commandant de la 99e brigade d'infanterie, avec laquelle il sert sur le front occidental. Décoré des deux classes de la croix de fer, il est blessé le 19 décembre 1914 et, après son séjour à l'hôpital, mis à disposition de l'armée en tant qu'officier. Une fois que Balck est à nouveau apte au service, il prend en charge la 13e division de Landwehr et est nommé un an plus tard le 5 septembre 1916 commandant de la 51e division de réserve. C'est dans cette fonction qu'il fut promu lieutenant-général le 22 mars 1917. La même année, il reçut l'ordre de la couronne de 2e classe avec étoile et épées. Balck fut relevé de son commandement le 4 mars 1918 et nommé gouverneur des îles baltes d'Ösel, Dagö et Moon. En reconnaissance de son travail de commandant de division lors des combats de Champagne et avant Verdun, Balck reçoit le 9 mars 1918 l'ordre Pour le Mérite. Tout en étant maintenu dans sa position de gouverneur et en recevant l'ordre de l'Aigle rouge de 2e classe avec étoile, feuilles de chêne et épées, il est mis à disposition le 18 août 1918. Sa disposition de mobilisation est annulée le 26 janvier 1919 et Balck est mis à la retraite.
Balck publie un certain nombre de livres sur les tactiques militaires.

### Famille
Il est marié à Mathilde Jensen depuis le 21 mars 1893. Deux enfants sont nés de cette union, Georg Otto Hermann et leur fille Frieda. Son fils poursuit également une carrière d'officier et finit en tant que General der Panzertruppe pendant la Seconde Guerre mondiale.

### Décorations
- Croix de décoration de service prussienne[1]
- Commandeur de l'Ordre du Sauveur[1]
- Commandeur de l'Ordre royal de Victoria[1]
- Commandeur de l'Ordre de la Couronne de Roumanie[1]
- Insigne des blessés (1918) en noir